# Skulpturenweg Karlstal

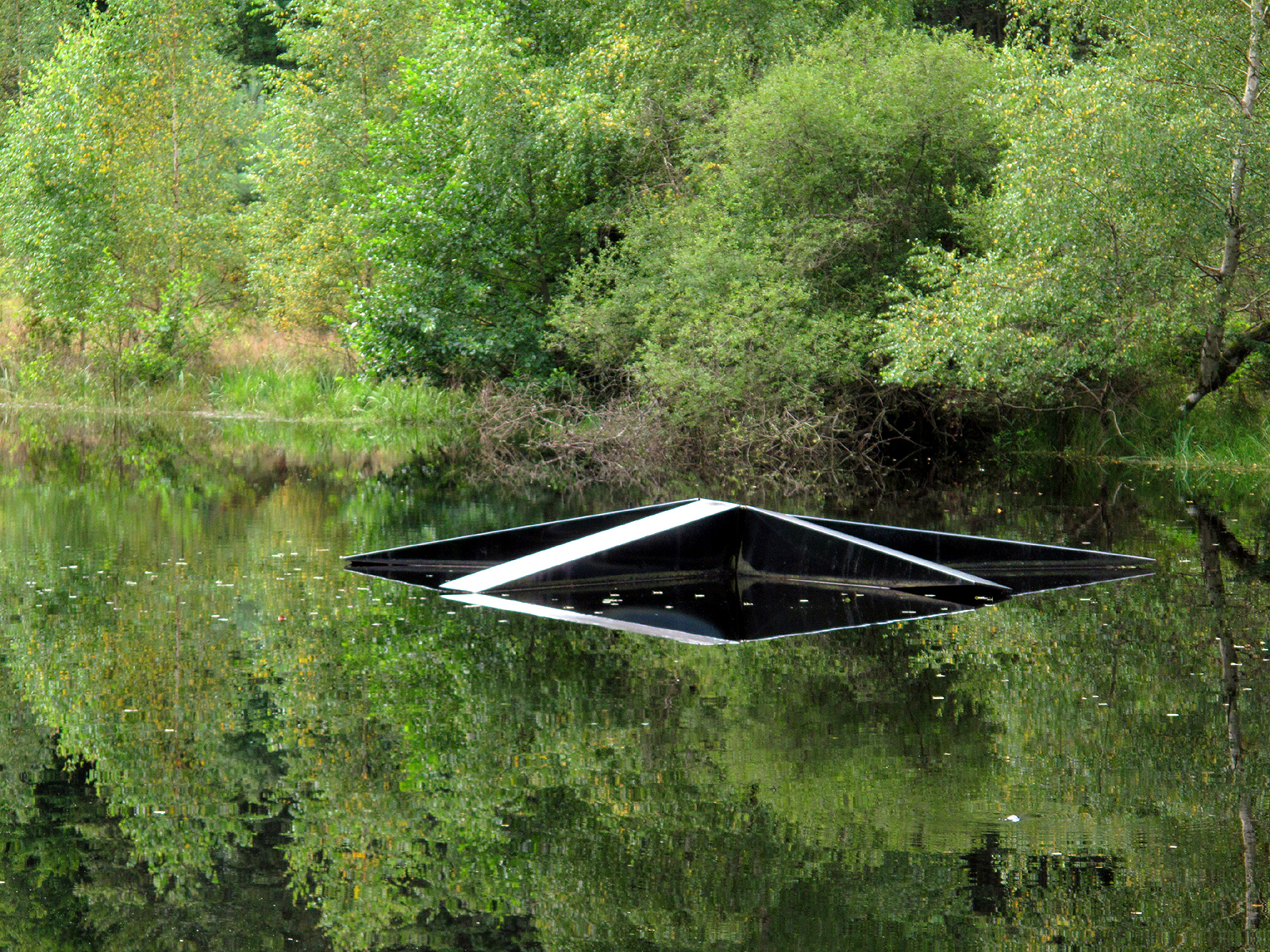
Doris Halfmann, Königin der Nacht

Der Skulpturenweg Karlstal südlich von Trippstadt, Landkreis Kaiserslautern, im Südwesten von Rheinland-Pfalz ist ein Teilstück des Skulpturenwegs Rheinland-Pfalz. 

## Projektbeschreibung
Die Förderung des Landes Rheinland-Pfalz von Kunstprojekten im öffentlichen Raum führte mit drei Bildhauersymposien zwischen 1990 und 1996 zur Entstehung des Skulpturenwegs.
Beginnt man in Johanniskreuz, dann verläuft der etwa zwölf Kilometer lange Skulpturenweg neben der Moosalb im Hüttental, dann unterhalb von Trippstadt, dem Karlstal entlang, bis zur Einmündung der L 500 in die B 270. Hier besteht eine direkte Verknüpfung zum Skulpturenweg Schweinstal. Auch ein Anschluss an den Skulpturenweg Trippstadt-Stelzenberg ist möglich.

## Präsente Künstler und Werke
- Michael-Peter Schiltsky: Raum-Körper, Körper-Raum, 1992 (28)
- Patricia Waller: Ersatzteillager für Baumkronen, 1992 (27)
- Doris Halfmann: Königin der Nacht, 1992 (26)
- Delia Serban: Projekt, 1990 (20)
- Francisco Montelongo Hernandez: Positiv – Negativ, 1990 (22)
- Jochen Kitzbihler, Marcus Centmayer: Rechts und links der Moosalb, 1990 (21)
- Wolfgang Neumeyer: Das Verlassen des Waldes, 1990 (19)
- Paco Curbelo: La Geria - Schützt den Wald. 1990 (18)
- Heiner Thiel: Offenes Quadrat, 1996 (29)
- Christine Bazireau: Echelles – Himmelsleitern, 1992 (24)

(Die Angaben zu Entstehungsjahren und Standortnummern sind gemäß den Darstellungen bei "Skulpturen Rheinland-Pfalz e. V.")

## Fotos

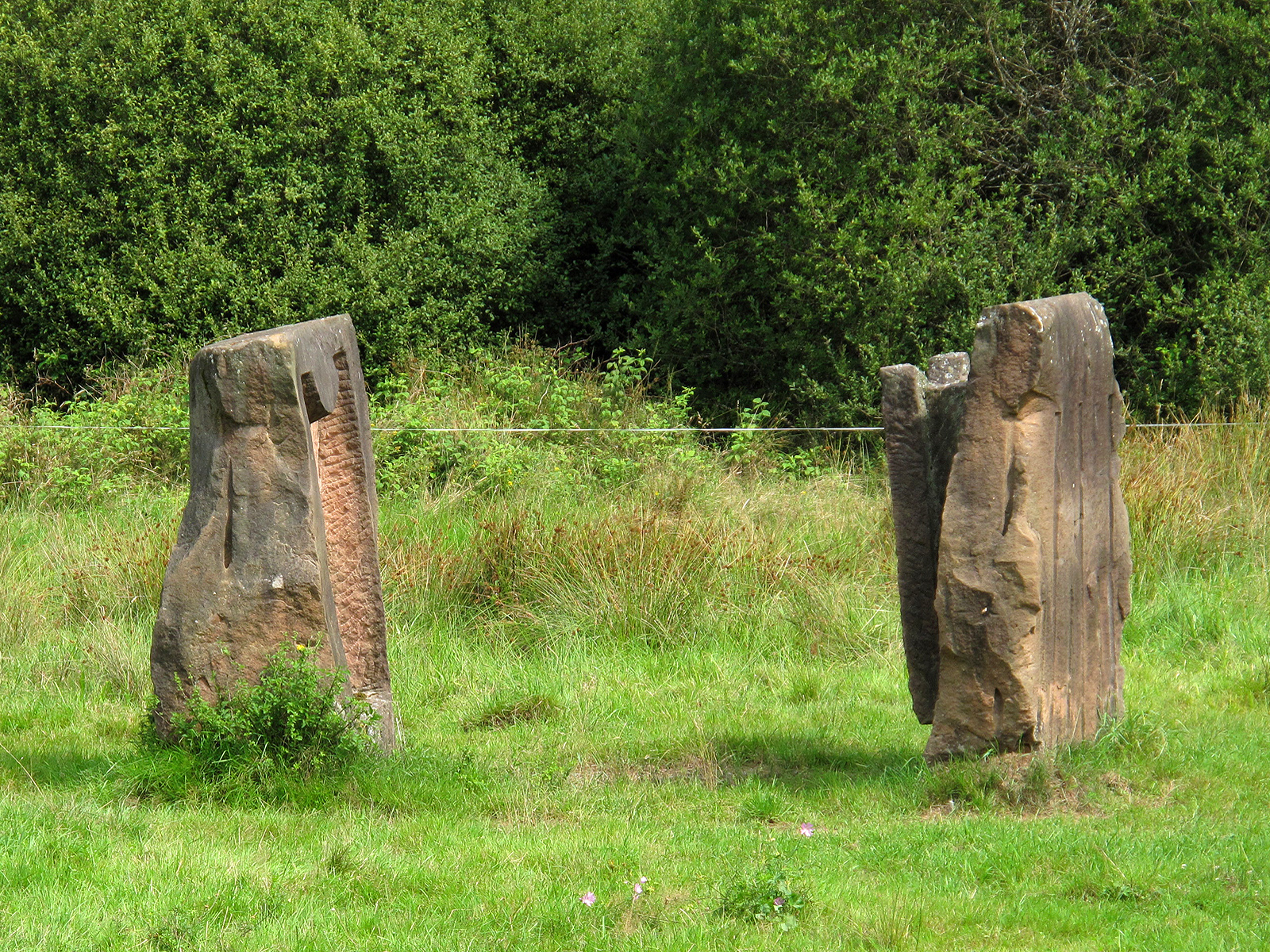
Positiv – Negativ, Francisco Montelongo Hernandez
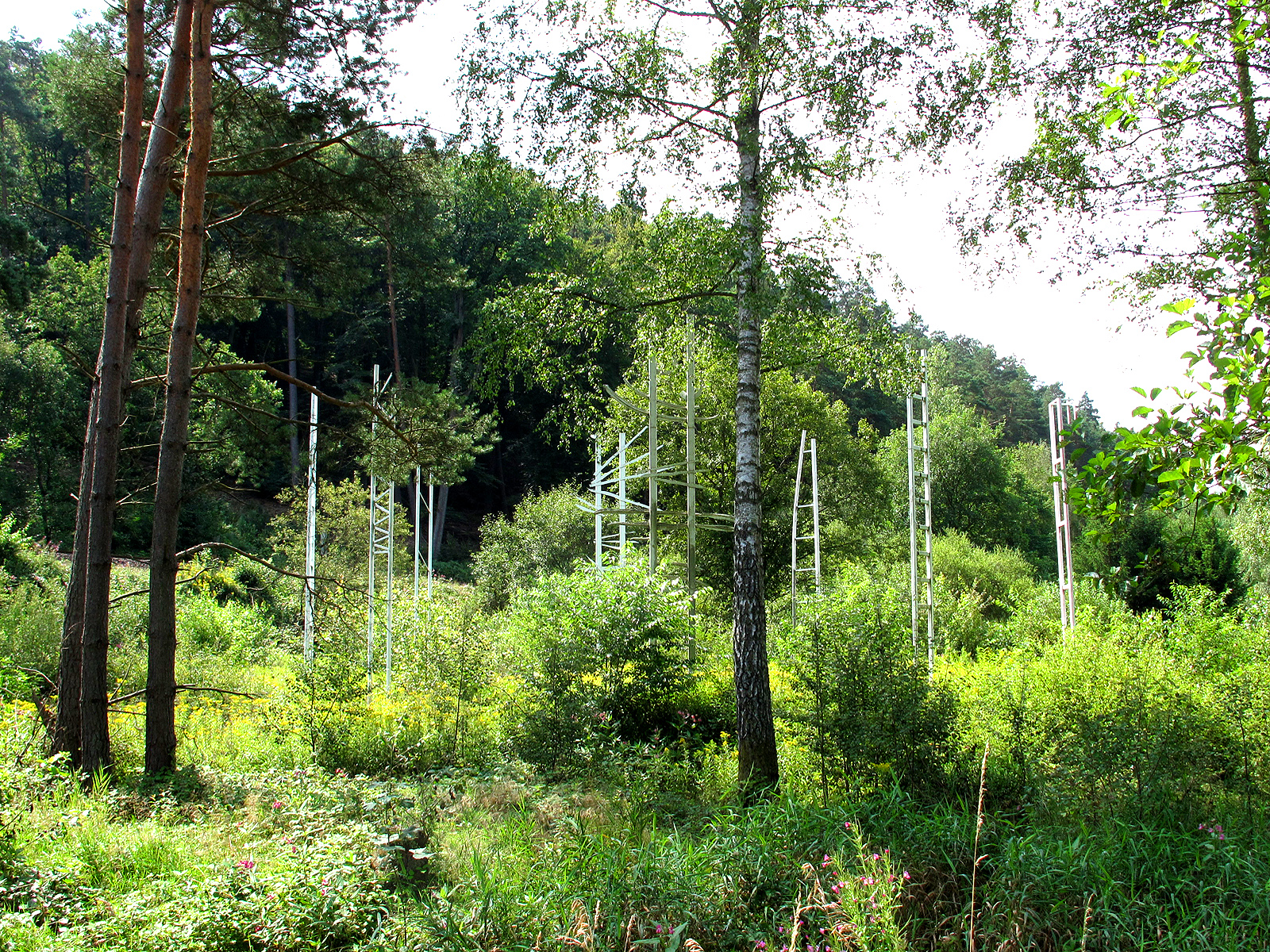
Echelles – Himmelsleitern, Christine Bazireau
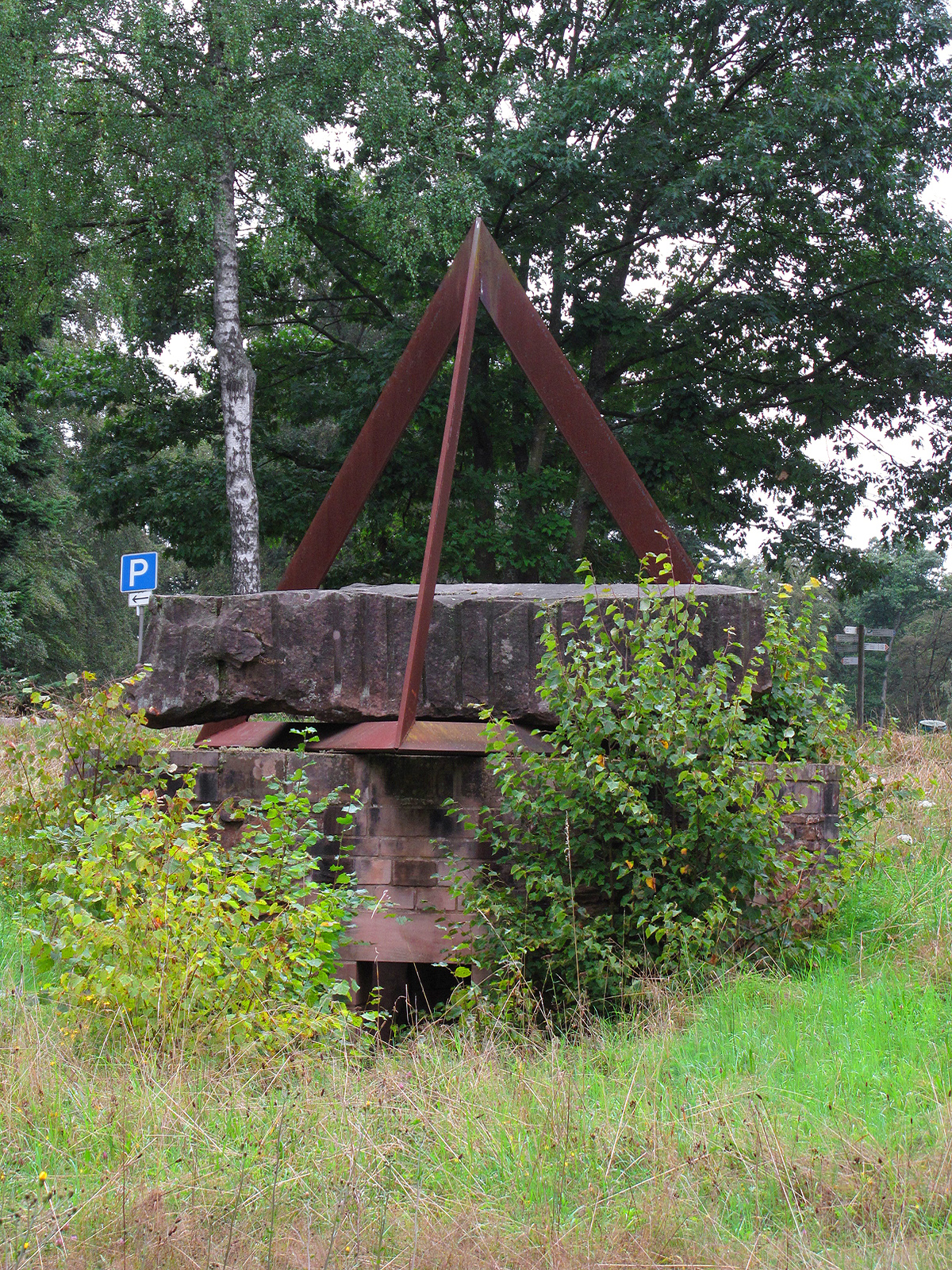
Raum-Körper, Körper-Raum, Michael-Peter Schiltsky
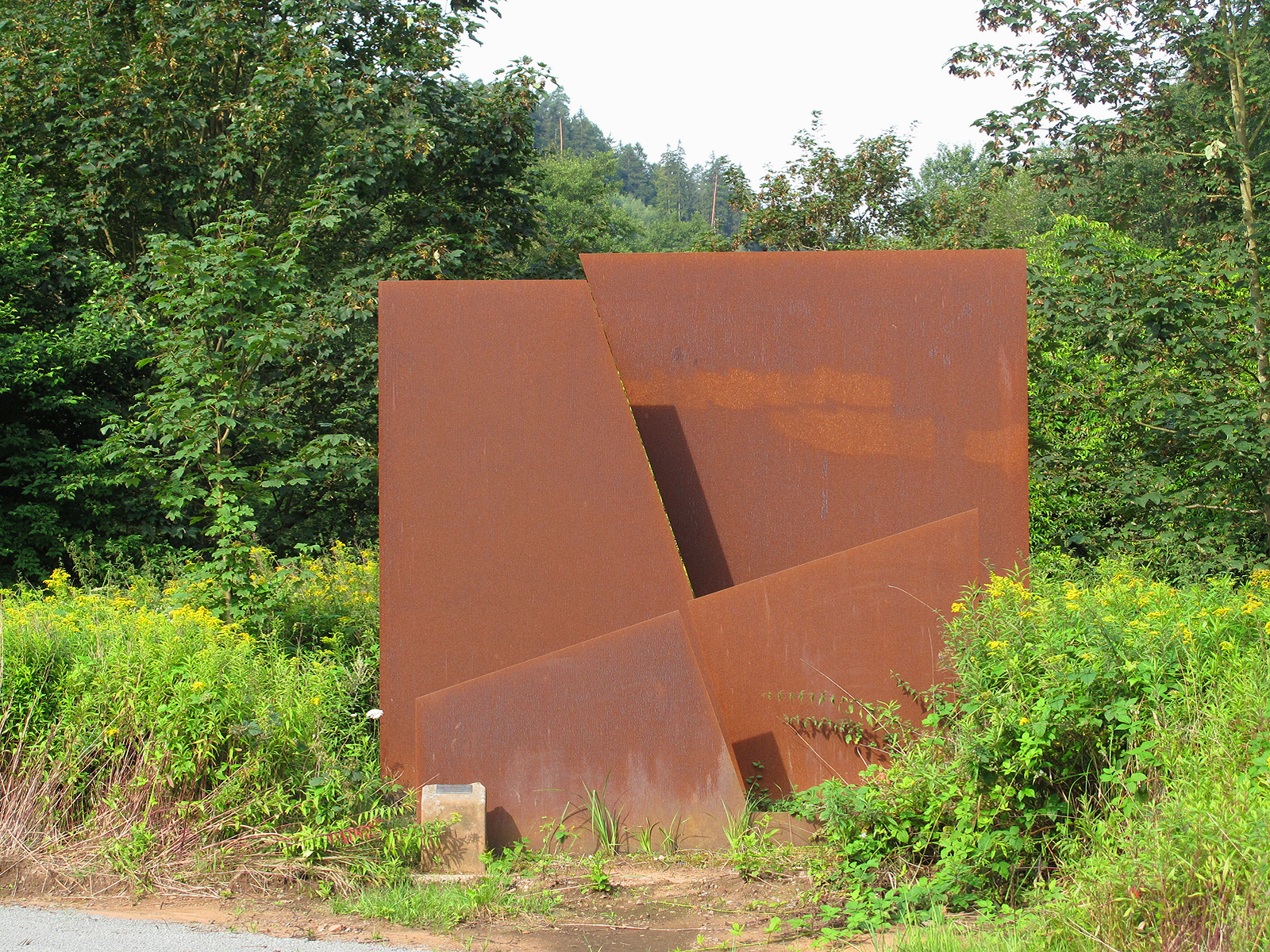
Offenes Quadrat, Heiner Thiel